# Ga Bang Na BTS

Bảng hiệu Ga Bang Na

Ga Bang Na (tiếng Thái: สถานีบางนา, phát âm [sā.tʰǎː.nīː bāːŋ nāː]) là một BTS Skytrain, trên Tuyến Sukhumvit tại quận Bang Na, Băng Cốc, Thái Lan.
Mở cửa vào năm 2011, nó thuộc một phần mở rộng Skytrain từ On Nut đến Bearing. Nó có lối đi bộ đến Trung tâm Hội chợ Triển lãm Quốc tế Bangkok (BITEC).